# Mazefängelset

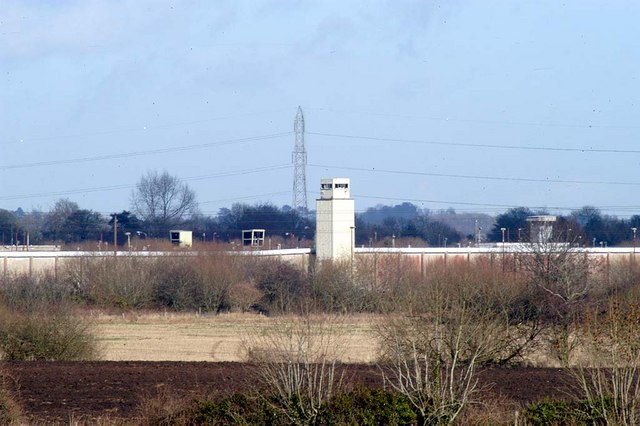

Her Majesty's Prison Maze, HM Prison Maze (The H Blocks, Long Kesh eller The Maze, på iriska Ceis Fada) var ett fängelse där paramilitära fångar satt från Konflikten i Nordirland.
- Plats: Mazetown, Lisburn, Nordirland
- Status: Rivet 30 oktober 2006
- Typ av fängelse: Hög säkerhet
- Fångar: 1 983 personer har varit fängslade här. 1 874 var nationalister och 107 unionister
- Öppnat: 1 mars 1976
- Stängt: 29 september 2000[1]

## Före öppnandet
Efter införandet av interneringsläger 1971 på militärbasen ombildades detta Prison Long Kesh— senare omdöpt till HM Maze prison— till ett krigsfångsläger.

## H-Block

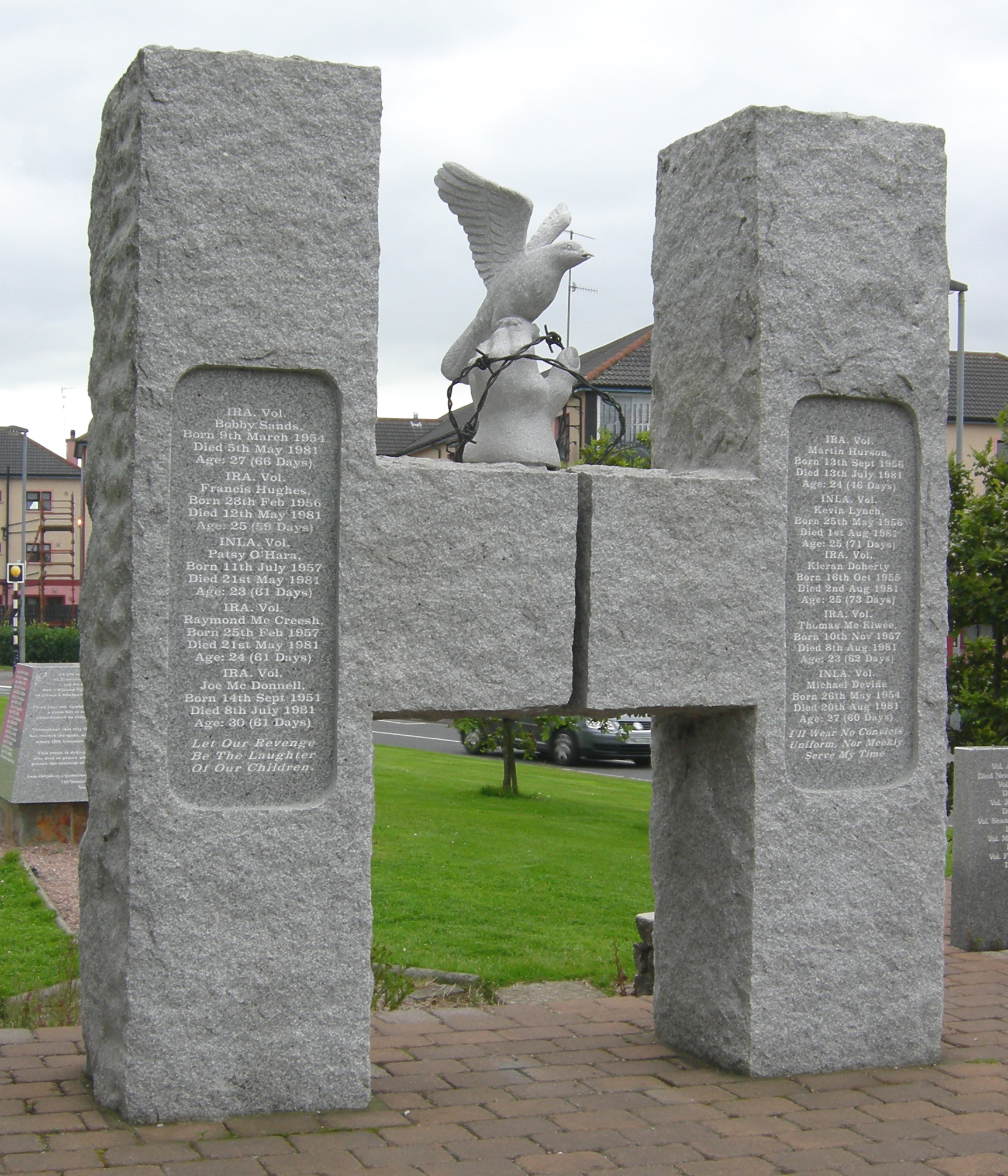
H-Blockmonument till minne av hungerstrejken 1981.

Kallas i folkmun H block för att fängelset var avdelat i hus som såg ut som H från luften. Varje H innehöll en paramilitär grupp.
Ett H-block innehöll 100 celler, fyra matsalar, hobbyrum och rastgård.

## Händelser
- Lenny Murphy, ledaren för Shankill Butchers, dödade sin gängmedlem Connor efter det att han tvingat honom att skriva ett skriftligt erkännande att han utfört det mord som Murphy begick 1972.
- Lakanprotesten 1976
- Smutsiga protesten 1978
- Fängelset är mest känt för Hungerstrejken i Nordirland 1981 i H-Blocks 3.
- 25 september 1983: 38 fångar från H-Block 4 rymde genom att kapa en matbil och ramma porten. Fångvaktaren James Ferris dog av hjärtattack då han togs som gisslan med en kniv mot halsen och fem andra vakter skadades. 19 fångades in men de andra lyckades fly. Det är den största fängelserymningen i Storbritannien.[2]
- 8 nationalistiska fångar lyckades fly genom en tunnel. Bobby Sands kusin William Muldowney tog in verktyg genom att klä ut sig till katolsk präst som skulle hålla mässa i fängelset.
- I mars 1997 försökte IRA-fångar rymma.
- December 1997, IRA-fången Liam Averill flydde, utklädd till kvinna, under en julfest för fångarnas barn.[3]
- Billy Wright ledare för Loyalist Volunteer Force mördades av Irish National Liberation Army i Mazefängelset 1998.[4]

## Fängelsets stängning
Långfredagsavtalet gjorde att alla fångar, ur de grupper som skrivit på vapenvilan, släpptes fria. 2000, då fångarna släpptes, var det 428 fångar som blev frigivna och bara 16 blev kvar. De blev i stället förflyttade till andra fängelser.

## Framtida planer
Planer finns att bygga en nationalarena för fotboll och rugby på platsen för fängelset. Martin McGuinness vill spara sjukhusdelen och ett H-Block för eftervärlden så att ingen ska glömma det som hänt här. Men kritiker anser att det vore att glorifiera terrorism.